# Henri Jean Balalud
Henri Jean Balalud (1923 - Perpinyà, 21 de setembre de 2009) fou un compositor de sardanes nord-català. El 1955 va crear el Ballet Joventut de Perpinyà. Des de 1962 va impulsar els Dies de Germanor Catalana amb Vicenç Orriols i Espunyes i es va agermanar amb l'Esbart Manresà de Dansaires, qui el 1980 el va nomenar soci d'honor. El 1996 va rebre el Premi Joan Blanca atorgat per l'Ajuntament de Perpinyà. També ha compost diversos ballets.

## Composicions
- Dansa de la mort (1987)
- La llegenda del babau de Rivesaltes (1989)
- Divertiment burlesc (1994
- Creacions musicals del ballet Joventut de Perpinyà (1995)
- Carnestoltes (2000)
- Miratges marinencs (2003)
- Rosselló. Un dia de festa (2005)